# Lepistella
Lepistella là một chi nấm trong họ Tricholomataceae. Đây là chi đơn loài, chứa một loài Lepistella ocula, được tìm thấy ở miền trung America and reported as new to science năm 2007.